# Marjan Kiš
Marjan Kiš je kulturni djelatnik bačkih Hrvata, skladatelj, tekstopisac, pisac kazališnih komada i kazališni redatelj iz Subotice.
Na radiu je radio emisiju sa šaljivim i dramskim prilozima.
Voditelj je dramske sekcije u HKC Bunjevačko kolo gdje je redatelj i dramatičar.
Redatelj je i scenarist humoristične serije Škripi đeram.

## Nagrade na glazbenim festivalima
Autor je nagrađivanih pjesama na Festivalima bunjevački pisama:
- 2006.: Zašto lažu oči tvoje (glazba), 3. nagrada, najbolja pjesma po ocjeni strukovnih sudaca
- 2008.: Ostavljeno more (glazba i stihovi), 2. nagrada za najbolju pjesmu po izboru nazočnih gledatelja i gledatelja Televizije K23, izvođači ove pjesme su dobili nagradu ocjenjivačkog suda za najbolju interpretaciju.
- 2008.: Zasvirajte tamburaši, nagrada za najbolji neobjavljeni tekst
- 2009.: Subotici (glazba i stihovi), 1, nagrada za najbolju pjesmu po izboru nazočnih gledatelja, gledatelja Televizije K23 te slušatelja Radio Subotice (glasovanje SMS-om i telefonom), 3. nagrada za najbolju pjesmu stručnog ocjenjivačkog suda, nagrada za najbolji do sada neobjavljeni tekst; Marjan Kiš je izvodio pjesmu

Na festivalu Zlatna tamburica 2007. je dobio 2. posebnu nagradu stručnog ocjenjivačkog suda za najbolje skladbu s pjesmom Kad snig padne.

## Djela za djecu
- CD s dječjim pjesmama Klincijada (autor svih 14 pjesama[7] i ponegdje suautor glazbe[8]), u izvedbi Lidije Horvat i zbora glazbene škole, 2008.

## Kazališni komadi
Od kazališnih komada najradije piše komedije zbog omiljenosti komedija među gledateljstvom.
- Naš novi doktor[10]
- E, moj doktore (nagrada za najbolji glumački par i režiju na Festivalu hrvatskog amaterskog teatra u Mirgešu 2010.)[4]
- Poslednji čas (prikazana na 3. festivalu pravilne ishrane i fizičke aktivnosti 2001.)[11]
- Visoka politika[1]
- Tri puta Bog pomaže (komedija u jednom činu), (na narječju bunjevačkih Hrvata)[3]

Predstava je nastala za potrebe KUD-a "Ravnica" iz Male Bosne, sela bunjevačkih Hrvata. Kiš je bio pozvan za organiziranje dramske sekcije tog KUD-a. Od prvotno vrlo posjećivane predstave, u kojoj je i sam glumio, koja je izvođena u Subotici i okolici je Tri puta Bog pomaže prerasla u televizijsku seriju. Prvo su snimljene dvije epizode koje su se vrtile na lokalnim postajama i postigle uspjeh. Kasnije je snimljeno još 5 epizoda serije Škripi đeram kojoj je bio scenaristom i redateljem. Serija je snimljena s profesionalnim osobljem na salašu Matije i Bele Stantić. Uradak je odmah prihvaćen i na TV Novi Sad te je bio prikazivan srijedom u 22 sata na 1. programu.